# Acetobacter cerevisiae
Acetobacter cerevisiae is een soort van azijnzuurbacteriën behorende tot het geslacht Acetobacter. De bacterie is ellipsvormig tot staafvormig en gramnegatief, en komt enkelvoudig, in paren en zo nu en dan in korte ketens voor. De cellen zijn onbeweeglijk en er is geen sporenvorming.
Na een onderzoek van 34 soorten van de Acetobacter-familie in het laboratorium van microbiologie van de Universiteit van Gent werden in 2002 door middel van DNA-DNA-hybridisatie twee nieuwe soorten ontdekt, namelijk Acetobacter cerevisiae (LMG 1625T) en Acetobacter malorum (LMG 1746T). De bacterie werd geïsoleerd uit brouwerijen in Canada, Groot-Brittannië en Ierland en is nauw verwant met de Acetobacter pasteurianus.